# Distretto di N'Gaous
Il distretto di N'Gaous è un distretto della provincia di Batna, in Algeria, con capoluogo N'Gaous.

## Comuni
Il distretto comprende i seguenti comuni:
- N'Gaous
- Boumagueur
- Sefiane